# Giovanni Salviati
Giovanni Salviati  (Florencia, 24 de marzo de 1490 - Rávena, 28 de octubre de 1553) fue un eclesiástico italiano.

## Biografía
Hijo de Jacopo Salviati y de Lucrezia de Medici, su tío León X le creó cardenal diácono de SS. Cosme y Damián en el consistorio de 1517; su hermano Bernardo alcanzaría la misma dignidad en 1561. 
En tal condición participó en los cónclaves de 1521, 1523, 1534 y 1549 en que fueron elegidos papas respectivamente Adriano VI, Clemente VII, Paulo III y Julio III, en cuyos pontificados desempeñó la administración de Fermo (1518-21), Ferrara (1520-50),  Oloron (1521-23), Volterra (1530-32), Teano (1531-35), Santa Severina (1531-35), Bitetto (1532-39) y Saint-Papoul (1538-49). 
Fue también legado en la corte de Carlos I de España y en la de Francisco I de Francia, en Parma y Piacenza y en Umbría. 
En 1543 optó por el orden de cardenal obispo con sede en Albano, que al año siguiente cambió por la de Sabina y dos años después por la de Porto-Santa Rufina.
Fallecido a los 63 en el monasterio de Porto de Rávena, fue trasladado a Ferrara y sepultado en la catedral de esta ciudad junto a la tumba de Urbano III.